# 李壬林
李壬林（1913年—1983年），男，直隶（今河北）安新人，中国话剧演员，曾任总政文工团话剧团副团长，总政文工团办公室主任。